# Karl Carstens
Karl Carstens (Brema, 14 dicembre 1914 – Meckenheim, 30 maggio 1992) è stato un politico tedesco.
Già Presidente del Bundestag dal 14 dicembre 1976 al 31 maggio 1979, è stato il quinto Presidente della Germania Ovest dal 1º luglio 1979 al 30 giugno 1984. È stato membro della CDU.

## Biografia
Carstens è nato nella città di Brema, era figlio di un insegnante di scuola commerciale, che rimase ucciso al fronte occidentale nella prima guerra mondiale poco prima della sua nascita. Ha studiato legge e scienze politiche presso l'Università di Francoforte, Digione, Monaco di Baviera, Königsberg e Amburgo nel 1933-1936, ottenendo un dottorato nel 1938 e svolgendo il secondo esame di Stato nel 1939. Nel 1949 ha ricevuto un Master of Laws (LL .M.) presso la Yale Law School.
Dal 1939 al 1945, durante la Seconda guerra mondiale, Carstens è stato un membro di un'unità di artiglieria antiaerea (Flak) nelle Forze Armate, raggiungendo il grado di tenente (sottotenente). Nel 1940 entra a far parte del Partito nazista. Secondo quanto riferito, aveva chiesto l'ammissione nel 1937. Egli, tuttavia, si era unito all'organizzazione paramilitare nazista SA già nel 1934.
Nel 1944 Carstens sposò a Berlino la studentessa di medicina Veronica Prior. Dopo la guerra divenne un avvocato nella sua città natale Brema e dal 1949 è stato consigliere del Senato della città. Dal 1950 ha lavorato come docente presso l'Università di Colonia, dove è stato abilitato due anni più tardi.

### Inizio della carriera politica

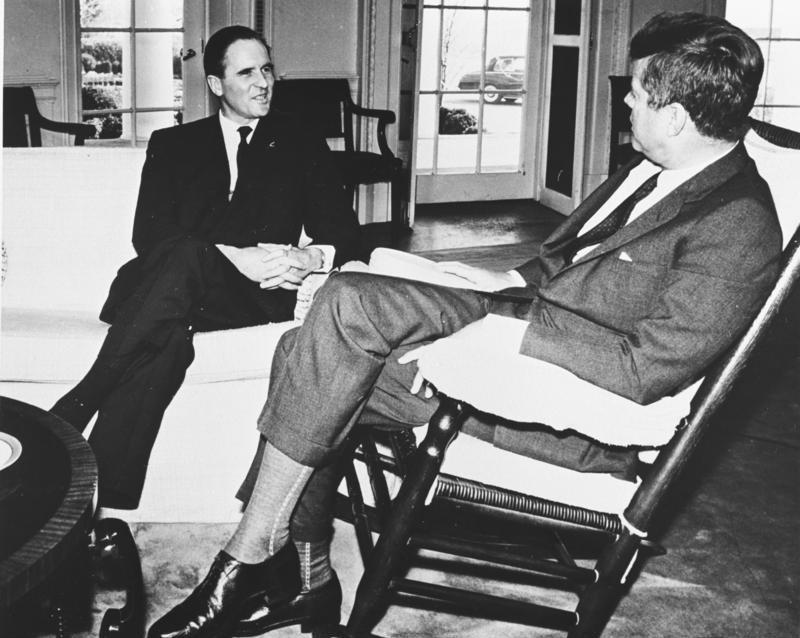
Karl Carstens come segretario di stato nel 1963 in un'intervista con il presidente americano Kennedy

Nel 1954 entra a far parte del servizio diplomatico del Ministero degli Esteri tedesco, che serve come rappresentante tedesco-occidentale presso il Consiglio d'Europa a Strasburgo. Nel 1955 entra a far parte dell'Unione Cristiano-Democratica (CDU) sotto il cancelliere Konrad Adenauer.
Nel luglio 1960 Carstens raggiunse la posizione di segretario di Stato presso il Ministero degli Esteri e nello stesso anno è stato nominato professore di diritto pubblico e internazionale presso l'Università di Colonia. Durante il governo di grande coalizione del 1966-1969 sotto il cancelliere Kurt Georg Kiesinger, ha prima servito come segretario di stato nel Ministero della Difesa, e dopo il 1968 come capo della Cancelleria tedesca.
Nel 1972 Carstens è stato eletto per la prima volta nel Bundestag, dove ha fatto parte fino al 1979. Dal maggio 1973 al ottobre 1976 è stato presidente del gruppo parlamentare CDU / CSU, succedendo a Rainer Barzel. Durante quel periodo era un aperto critico di tendenze di sinistra nel movimento studentesco tedesco e particolarmente ha accusato il governo del Partito Socialdemocratico tedesco (SPD) di essere troppo estremista di sinistra. Egli è noto per aver denunciato l'autore e il premio Nobel Heinrich Böll come un sostenitore del terrorismo di sinistra (in particolare, la Baader-Meinhof) per il suo romanzo nel 1974 L'onore perduto di Katharina Blum.

### Presidente del Bundestag
Dopo le elezioni federali del 1976, che ha reso tutta la CDU / CSU il più grande gruppo in parlamento, Carstens è stato eletto presidente del Bundestag, il 14 dicembre 1976. La CDU / CSU aveva raggiunto una maggioranza della Convenzione federale all'elezione del Presidente della Germania, e nel 1979 il partito ha nominato Carstens, dopo che il presidente uscente Walter Scheel (FDP) ha scelto di rinunciare ad un secondo mandato, Presidente federale.

### Presidente federale

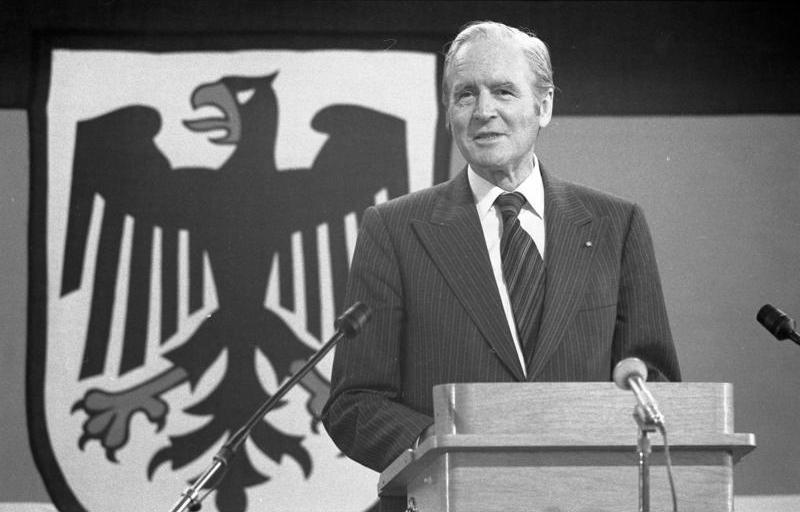
Karl Carstens come Presidente federale il 28 giugno 1982 al Bundesnachrichtendienst

Il 23 maggio 1979 Carstens è stato eletto come quinto Presidente della Repubblica federale di Germania, contro il candidato SPD Annemarie Renger nel primo scrutinio. Durante il suo mandato, Carstens era noto per le escursioni in Germania al fine di ridurre il divario tra la politica e la gente.
Nel dicembre 1982 il nuovo cancelliere Helmut Kohl (CDU), recentemente eletto grazie ad una mozione di sfiducia contro Helmut Schmidt (SPD) chiese volutamente un voto di fiducia al Bundestag facendo astenere la nuova maggioranza, al fine di ottenere una maggioranza chiara nelle nuove elezioni generali. Anche se già l'ex cancelliere Willy Brandt fece un'azione simile. Infatti nel 1972, si discusse se tale azione costituisse una "manipolazione della Costituzione." Il 7 gennaio 1983 il presidente Carstens tuttavia sciolse il Bundestag e invitò a nuove elezioni. Nel febbraio 1983 la sua decisione è stata approvata dalla Corte costituzionale federale così che nel 1983 le elezioni generali poterono aver luogo il 6 marzo.
Nel 1984 Carstens ha deciso di non correre ad un secondo mandato a causa della sua età, il 30 giugno 1984. Il suo successore fu Richard von Weizsäcker.
Carstens è stato un membro della Chiesa evangelica in Germania.

#### Visite di Stato
| Anno | Mese              | Stati                               |
| ---- | ----------------- | ----------------------------------- |
| 1980 | aprile/maggio     | Irlanda                             |
| 1980 | maggio            | Jugoslavia                          |
| 1980 | luglio            | Portogallo                          |
| 1981 | gennaio           | Austria                             |
| 1981 | marzo             | India                               |
| 1981 | luglio            | Regno Unito                         |
| 1981 | settembre/ottobre | Spagna                              |
| 1981 | ottobre           | Belgio (CE e NATO), Egitto, Romania |
| 1982 | febbraio          | Grecia                              |
| 1982 | aprile            | Brasile, Giamaica                   |
| 1982 | maggio            | Danimarca                           |
| 1982 | giugno            | Arabia Saudita                      |
| 1982 | agosto            | Svizzera                            |
| 1982 | ottobre           | Cina, Italia, Città del Vaticano    |
| 1982 | novembre          | Unione Sovietica                    |
| 1983 | gennaio           | Francia (Consiglio d'Europa)        |
| 1983 | settembre         | Jugoslavia                          |
| 1983 | ottobre           | Stati Uniti, Francia                |
| 1983 | novembre          | Costa d'Avorio, Niger               |
| 1984 | febbraio/marzo    | Indonesia, Thailandia               |

### Morte
Carstens è morto la notte del 29-30 maggio 1992 nella sua residenza a Meckenheim a causa di un ictus. Riposa nel Cimitero Rien Berger a Brema (numero tomba U 612)

## Vita privata

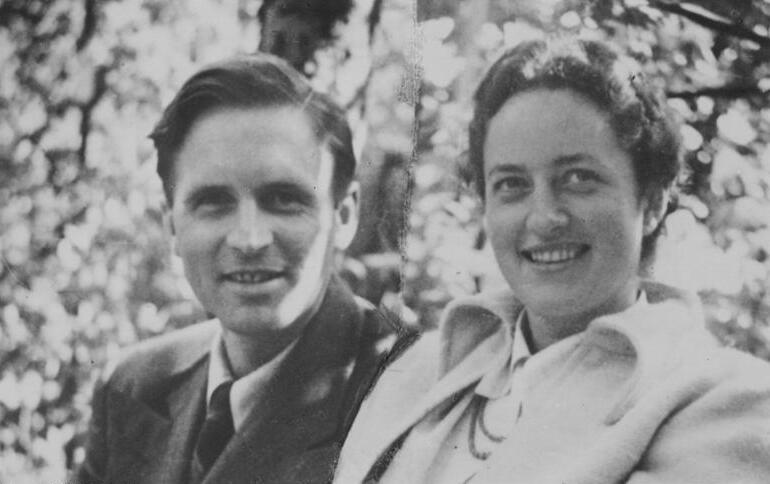
Karl e Veronica Carstens nel 1949

Carstens sposò nel 1944 Veronica Erste nella caserma antiproiettile a Berlino-Schulzendorf. Veronica Carstens in seguito divenne specialista in medicina interna. Non ebbero figli. Nel 1982, per loro iniziativa, sorse una Fondazione con l'obiettivo di promuovere la naturopatia e l'omeopatia.

## Opere
- Der gutgläubige Erwerb von Pfandrechten an Grundstücksrechten. Dissertation, 1938.
- Grundgedanken der amerikanischen Verfassung und ihre Verwirklichung. Habilitation, 1952/54.
- Das Recht des Europarates, 1956
- Politische Führung – Erfahrungen im Dienst der Bundesregierung. 1971.
- Bundestagsreden und Zeitdokumente. Bonn 1977.
- Reden und Interviews. 4 Bände, Bonn 1979–1983.
- Deutsche Gedichte. (Hrsg.) 1983.
- Erinnerungen und Erfahrungen. 1993.